# Allyson Felix
Allyson Michelle Felix (Los Angeles, Estats Units 1985) és una atleta estatunidenca, ja retirada, especialista en proves de velocitat. Va guanyar 11 medalles (7 d'or) en les 5 edicions dels Jocs Olímpics que va participar. A més, va guanyar 20 medalles (14 d'or) en els Campionats del Món.

## Biografia
Va néixer el 18 de novembre de 1985 a la ciutat de Los Angeles, població situada a l'estat de Califòrnia (Estats Units), on actualment encara té la residència.

## Carrera esportiva
Va participar, als 18 anys, en els Jocs Olímpics d'Estiu de 2004 realitzats a Atenes (Grècia), on va aconseguir guanyar la medalla de plata en la prova dels 200 metres llisos, just per darrere de la jamaicana Veronica Campbell-Brown.
En els Jocs Olímpics d'Estiu de 2008 realitzats a Pequín (República Popular de la Xina) va revalidar la medalla de plata en la prova dels 200 metres llisos, novament darrere la jamaicana Canmpbell-Brown. En aquests Jocs, però, aconseguí guanyar la seva primera medalla d'or en la prova de relleus 4x400 metres amb l'equip nord-americà.
Gran favorita per aconseguir la medalla d'or en totes les proves de velocitat en els Jocs Olímpics d'Estiu de 2012 celebrats a Londres (Regne Unit), va aconseguir fer-ho en els 200 metres llisos, relleus 4x100 metres i relleus 4x400 metres. En la prova reina de la competició però, els 100 metres llisos, únicament fou cinquena, aconseguint un diploma olímpic.

### Millors marques
| Prova      | Temps (segons) | Lloc                   | Data                 |
| ---------- | -------------- | ---------------------- | -------------------- |
| 60 metres  | 7.10           | Arkansas, Estats Units | 12 de febrer de 2012 |
| 100 metres | 10.89          | Londres, Regne Unit    | 4 d'agost de 2012    |
| 200 metres | 21.69          | Oregon, Estats Units   | 30 de juny de 2012   |
| 300 metres | 36.23          | Arkansas, Estats Units | 9 de febrer de 2007  |
| 400 metres | 49.49          | Daegu, Corea del Sur   | 29 d'agost de 2011   |

- All information from IAAF profile.[3]

## Reconeixements
El desembre de 2024, la BBC va incloure-la en la seva llista 100 Women, que reconeix a les dones més inspiradores i influents de l'any a nivell mundial.